# (33110) 1998 AM10
1998 AM10 (asteroide 33110) é um asteroide da cintura principal. Possui uma excentricidade de 0.09055150 e uma inclinação de 7.89727º.
Este asteroide foi descoberto no dia 2 de janeiro de 1998 por John Broughton em Reedy Creek.